# Världsmästerskapen i skidorientering 2015
Världsmästerskapen i skidorientering 2015 anordnades i Hamar, Norge mellan den 10 och 15 februari 2015. Detta var de 21:a världsmästerskapen och det var andra gången som Norge står som värd för arrangemanget, senaste gången var 1996 då tävlingarna gick i Lillehammer. Tävlingarna arrangerades av Internationella orienteringsförbundet (IOF). Den mest framgångsrika nationen blev Sverige med 3 guld, 1 silver och 3 brons. Den mest framgångsrika åkaren blev Andrey Lamov med 3 guld och 1 silver

## Medaljöversikt

### Damer
| Disciplin    | Guld                                                        | Silver                                         | Brons                                                        |
| Sprint       | Tove Alexandersson Sverige                                  | Audhild Bakken Rognstad Norge                  | Josefine Engström Sverige                                    |
| Medeldistans | Milka Reponen Finland                                       | Marjut Turunen Finland                         | Mervi Pesu Finland                                           |
| Långdistans  | Josefine Engström Sverige                                   | Mira Kaskinen Finland                          | Kseniya Tretyakova Ryssland                                  |
| Stafett      | Sverige Frida Sandberg Tove Alexandersson Josefine Engström | Finland Milka Reponen Mira Kaskinen Mervi Pesu | Ryssland Kseniya Tretyakova Tatyana Oborina Iuliia Tarasenko |

### Herrar
| Disciplin    | Guld                                                   | Silver                                            | Brons                                          |
| Sprint       | Andrey Lamov Ryssland                                  | Stanimir Belomazhev Bulgarien                     | Erik Rost Sverige                              |
| Medeldistans | Staffan Tunis Finland                                  | Stanimir Belomazhev Bulgarien                     | Lars Moholdt Norge                             |
| Långdistans  | Lars Moholdt Norge                                     | Andrey Lamov Ryssland                             | Staffan Tunis Finland                          |
| Stafett      | Ryssland Kirill Veselov Eduard Khrennikov Andrej Lamov | Sverige Peter Arnesson Erik Rost Andreas Holmberg | Tjeckien Jakub Skoda Radek Laciga Jiri Bouchal |

### Mixstafett
| Disciplin         | Guld                                   | Silver                              | Brons                               |
| Mixstafett sprint | Ryssland Iuliia Tarasenko Andrey Lamov | Finland Mira Kaskinen Staffan Tunis | Sverige Josefine Engström Erik Rost |

## Medaljliga
| Antal medaljer efter land | Antal medaljer efter land | Antal medaljer efter land | Antal medaljer efter land | Antal medaljer efter land | Antal medaljer efter land |
| Placering                 | Land                      | Guld                      | Silver                    | Brons                     | Summa                     |
| ------------------------- | ------------------------- | ------------------------- | ------------------------- | ------------------------- | ------------------------- |
|                           | Sverige                   | 3                         | 1                         | 3                         | 7                         |
|                           | Ryssland                  | 3                         | 1                         | 2                         | 6                         |
|                           | Finland                   | 2                         | 4                         | 2                         | 8                         |
| 4.                        | Norge                     | 1                         | 1                         | 1                         | 3                         |
| 5.                        | Bulgarien                 | -                         | 2                         | -                         | 2                         |
| 6.                        | Tjeckien                  | -                         | -                         | 1                         | 1                         |